# Randolph County, Illinois
Randolph County är ett county i delstaten Illinois, USA. Den administrativa huvudorten (county seat) är Chester.

## Geografi
Enligt United States Census Bureau har countyt en total area på 1 546 km². 1 497 km² av den arean är land och 59 km² är vatten.

### Angränsande countyn
- Monroe County - nordväst
- St Clair County - nord
- Washington County - nordost
- Perry County - öst
- Jackson County - sydost
- Perry County, Missouri - syd
- Sainte Genevieve County, Missouri - sydväst